# Guilherme Xavier de Almeida
Guilherme Xavier de Almeida (Morrinhos (Goiás), 7 de fevereiro de 1910 — Morrinhos (Goiás), 7 de junho de 1973) , filho de José Xavier de Almeida , foi um político brasileiro. Exerceu o mandato de deputado federal por Goiás de 1946 até 1955.
Quando pequeno, iniciou seus estudos na Escola Pública de Morrinhos, seguindo para o ginásio em Minas Gerais para então se bacharelar em Ciências Jurídicas e Sociais pela Faculdade de Direito de Belo Horizonte em 1932. 

## Vida política
Foi juiz por um ano na cidade de Caldas Novas (GO) (1933 - 1934) antes de se eleger deputado na Constituinte Estadual de Goiás em 1934 pela legenda do Partido Social Republicano (PSR), assumindo em maio de 1935, mesmo ano em que tornou-se líder do partido.  
Porém, seu tempo no mandado foi curto, pois apenas um ano depois deixou a Assembleia para tornar-se prefeito da cidade de Morrinhos de 1936 até 1945. Durante esse período também foi tabelião do 1° Ofício de Morrinhos, além de colaborar em vários jornais de Goiás e do Triângulo Mineiro. Junto com o governador Pedro Ludovico Teixeira, colaborou na construção de Goiânia, que seria então a nova capital do estado. 

### Assembléia Nacional Constituinte
Em dezembro de 1945 elegeu-se deputado pela Assembleia Nacional Constituinte pelo estado de Goiás na legenda do PSD. Assumiu sua cadeira no ano seguinte e com a promulgação da nova Constituição em setembro de 1946 passou a exercer mandato ordinário trabalhando nas comissões de Transporte e Comunicações e de Proteção à Natalidade.
Em 1950 foi eleito suplente de deputado federal pelo seu estado na legenda PSD e exerceu sua legislatura até o fim, em 1955. 
Após deixar a câmera, tornou-se funcionário público na Justiça de Morrinhos, onde permaneceu até seu falecimento em 1973.